# Клеодай
Клеодай (Cleodaeus) в гръцката митология e цар на Дорида, един от Хераклидите, внук на Херакъл. Той е син на Хил и Иола от Ехалия, дъщеря на цар Еврит. Баща му е най-големият син на Херакъл и Деянира.
Клеодай е баща на Аристомах и на Ланаса, която се омъжва за Неоптолем. Клеодай има светилище (heroon) в Спарта.
Клеодай е също името на един син на Херакъл с жена, която е робиня на Омфала.